# Tarnovská literární škola

Jedna z 366 ilustrací Evangelií cara Ivana Alexandra

Tarnovská literární škola (bulharsky: Търновска книжовна школа) byla literární tradice, která se rozvinula ve 14. a 15. století v tehdejším bulharském hlavním městě Tarnovo. Šlo o klíčový kulturní jev druhé bulharské říše. 
Hlavním předpokladem Tarnovské literární školy bylo kulturní oživení konce 14. století. Souviselo se zájmem cara Ivana Alexandra (1331–1371) o literaturu a umění, který přenesl i na své syny a nástupce Ivana Šišmana a Ivana Stracimira. Školu založil Evtimij Tarnovský, na jejím založení měl jistou zásluhu také patriarcha Teodosius Tarnovský. Škola stanovila pravopisná a lingvistická pravidla bulharského jazyka (tzv. střední bulharština). Do něj přeložila řadu řeckých nebo staroslověnských textů (např. Evangelia cara Ivana Alexandra), které se pak staly vzorem pro pravoslavné církve v Srbsku, Valašsku, Moldávii a Rusku. V Rusku je tento vliv znám jako "druhý jihoslovanský vliv". Autoři tarnovské literární školy psali též literaturu původní, která se dělí na dvě hlavní části - náboženskou a světskou. Náboženskou literaturu představují epištoly, chvalozpěvy apod. Důraz je kladen na zázraky, oceňovány jsou relikvie a vládci, kteří o ně pečují. Postoj k různým herezím, jako bogomilství, barlaamismu nebo adamitství, byl velmi nepřátelský. Světská literatura zahrnuje povídky, romány, poezii a kroniky. Některé romány zobrazují události a legendy starověkého Řecka (Alexandreida, Trojská legenda, Ezopovy bajky), některé zpracovávají motivy akkadské či indické, jiné motivy byly načerpány ve slovanském a byzantském folklóru. Ke klíčovým autorům školy patřili krom Evtimije Cgrigorij Camblak, Vladislav Gramatik nebo Konstantin Kostenecký.